# Yordenis Ugás
Yordenis Ugás, född 14 juli 1986 i Santiago de Cuba, Kuba, är en kubansk boxare som tog OS-brons i lättviktsboxning 2008 i Peking. Han har även vunnit VM i amatörboxning 2005.

## Meriter

### Olympiska meriter

#### Olympiska sommarspelen 2008
- Huvudartikel: Boxning vid olympiska sommarspelen 2008

| Tävlande      | Viktklass | Sextondelsfinal      | Åttondelsfinal         | Kvartsfinal          | Semifinal             | Final                |
| Tävlande      | Viktklass | Motståndare Resultat | Motståndare Resultat   | Motståndare Resultat | Motståndare Resultat  | Motståndare Resultat |
| ------------- | --------- | -------------------- | ---------------------- | -------------------- | --------------------- | -------------------- |
| Yordenis Ugás | Lättvikt  | Kramou (ALG) W 21-3  | Valentino (ITA) W 10-2 | Popescu (ROU) W 11-7 | Sow (FRA) · -L 8-15 · |                      |